# Mehelya egbensis
Mehelya egbensis — вид змій родини Lamprophiidae. Ендемік Нігерії.

## Поширення і екологія
Mehelya egbensis відомі за типовим зразком, зібраним в околицях Егбе в центральній Нігерії. Вони живуть в лісосаванах.